# Schizotus cervicalis
Schizotus cervicalis es una especie de coleóptero de la familia Pyrochroidae.